# Albert Michiels
Albert Michiels (ur. 29 czerwca 1931 w Antwerpii, zm. 29 sierpnia 1998 tamże) – belgijski zapaśnik walczący w obu stylach. Dwukrotny olimpijczyk. Zajął dwunaste miejsce w Rzymie 1960 i szesnaste w Tokio 1964. Startował w kategorii do 78–79 kg.

## Letnie Igrzyska Olimpijskie 1960
| Konkurencja          | Rundy eliminacyjne    | Rundy eliminacyjne  | Rundy eliminacyjne        | Klas. końcowa |
| Konkurencja          | Przeciwnik I          | Przeciwnik II       | Przeciwnik III            | Miejsce       |
| -------------------- | --------------------- | ------------------- | ------------------------- | ------------- |
| 79 kg styl klasyczny | György Gurics (HUN) P | Noboru Aomi (JPN) Z | Nikołaj Czuczałow (URS) P | 12.           |

## Letnie Igrzyska Olimpijskie 1964
| Konkurencja          | Rundy eliminacyjne       | Rundy eliminacyjne       | Rundy eliminacyjne        | Klas. końcowa |
| Konkurencja          | Przeciwnik I             | Przeciwnik II            | Przeciwnik III            | Miejsce       |
| -------------------- | ------------------------ | ------------------------ | ------------------------- | ------------- |
| 78 kg styl klasyczny | René Schiermeyer (FRA) P | Bolesław Dubicki (POL) P | Russell Camilleri (USA) P | 16.           |